# Wess (chanteur)
Pour les articles homonymes, voir Wess et Johnson.
Ne doit pas être confondu avec Wes.
 (décembre 2017).
Si vous disposez d'ouvrages ou d'articles de référence ou si vous connaissez des sites web de qualité traitant du thème abordé ici, merci de compléter l'article en donnant les références utiles à sa vérifiabilité et en les liant à la section « Notes et références ».
Wesley Johnson, dit Wess, né le 13 août 1945 et mort le 21 septembre 2009, est un chanteur et bassiste afro-américain naturalisé italien.
Il est surtout connu du grand public pour avoir représenté avec Dori Ghezzi l'Italie au Concours Eurovision de la chanson 1975 à Stockholm, en Suède, en terminant troisième.

## Biographie
Né le 13 août 1945 à Winston-Salem en Caroline du Nord (États-Unis), il a formé un duo avec Dori Ghezzi et fait quelques hits en Italie, tels que Storia di due innamorati, La gioventù (en), Voglio stare con te (en), Coccodrillo (en), Devo averti (en), Nostalgia, Entriamo nel gioco (it), Non piove mai in California, Qualche stupido "ti amo", Il mio problema, È l'amore che muore (en), Tutto bene, Tu nella mia vita, Un corpo e un'anima, Era, Uomo e donna, Come stai, con chi sei, Amore bellissimo et Aria pura. Il était également chanteur et a joué de la basse pour le groupe funk-soul "Wess & The Airedales" dans les années 1960 et au début des années 1970. Originaire de Winston-Salem (Caroline du Nord), Wess a déménagé en Italie dans les années 1960.
Il est décédé le 21 septembre 2009 à l'âge de 64 ans, à la suite d'une crise d'asthme, à l'hôpital de Winston. Sa fille Romina Johnson (en), chanteuse de R&B, basée au Royaume-Uni l'accompagnait souvent en tant que choriste.
Dans une interview publiée peu après la nouvelle de la mort du chanteur, Dori Ghezzi a dit:
« La période pendant laquelle nous étions ensemble, a été l'une des plus belles et amusantes dans mon travail. C'était une personne exquise et un bassiste peut-être pas conscient de ses grandes possibilités. Si je suis une professionnelle, je lui dois d'avoir appris le métier; il était l'artiste et j'étais la choriste. »

## Discographie

### Solo
33 tours
- 1967 - The Sound of Soul
- 1969 - A Warner Shade of Wess
- 1970 - Quando
- 1970 - Wess & The Airedales
- 1971 - Superwess
- 1972 - Vehicle
- 1973 - Wess Johnson
- 1974 - Controluce
- 1974 - Special Discoteque
- 1975 - In Action
- 1976 - Meditazione
- 1977 - I miei giorni felici
- 1977 - Bello...
- 1977 - That's Life
- 1978 - Harmony
- 1978 - Voci nel fumo

45 tours
- 1967 - Senza luce/I'm a Short-Timer
- 1967 - I miei giorni felici/I'll Never Turn My Back on You
- 1968 - Ritornerò/Deborah
- 1968 - Perché sei beat, perché sei pop/My Sun Is Shining
- 1969 - Just Tell Me/Crazy
- 1969 - Ti ho inventata io/Voltami le spalle
- 1969 - Quanto t'amo/Io ti voglio
- 1969 - Amore mio/Tum Tum Tum
- 1970 - Quando/L'arca di Noè
- 1970 - Tu che non mi conoscevi/Solitudine
- 1971 - Occhi pieni di vento/Io t'amerò fino all'ultimo mondo
- 1971 - La notte è troppo lunga/Peccato!
- 1972 - Il vento amico/Che giorno è
- 1972 - Voglio stare con te/There's Gonna Be a Revolution (Face A: avec Dori Ghezzi / Face B: Wess & The Airedales)
- 1972 – Song sung blue (version italienne)/Il padrino (Face A: avec Dori Ghezzi)
- 1973 - Il lago maggiore/Io sto bene senza te
- 1973 - Il primo appuntamento/Quel giorno
- 1974 - Aspetti un bambino/Io ti perdo
- 1975 - Have Mercy/My Sun Is Shining
- 1977 - Good Time/Carrie
- 1978 - Molte piogge fa/Filamenti sonori
- 1978 - Angelita di Anzio/Bello
- 1979 - Si arrende il mio corpo/Dieci anni di meno
- 1982 - Solo una preghiera/Non si vive così
- 1982 - L'anima/You're in the Army Now
- 1983 - Il silenzio vale più delle parole/We Have All the Time in the World
- 1984 - Io non vivo senza te/L'emozione

CD
- 1996 - Il meglio di Wess
- 2000 - I grandi successi originali (Double CD, série Flashback)

## Participations à desfestivals de la musique

### Participations auFestival de Sanremo
- 1973 : Tu nella mia vita, avec Dori Ghezzi - 6e place (1re place dans les ventes);
- 1976 : Come stai, con chi sei, avec Dori Ghezzi - 2e place;
- 1994 : Una vecchia canzone italiana, avec Squadra Italia - 19e place.

### Participation auConcours Eurovision de la chanson
- Stockholm 1975 : Era, avec Dori Ghezzi - 3e place.